# De Texelse Golfclub
De Texelse Golfclub is een Nederlandse golfclub in De Cocksdorp, Texel.
De golfclub is opgericht op 31 maart 1994 en beschikt over een 18 holes (par 72) golfbaan in de duinen, aangelegd door golfbaanarchitect Alan Rijks, en een 9 holes (par 3) baan.

De baan heeft het karakter van een linkscourse, alleen de tee's en de greens worden besproeid. Het is de golfbaan met de meeste vogelsoorten in Nederland.

## Strandgolf
Medio mei 2008 werd het eerste Strandgolf op Texel georganiseerd. Op Scheveningen is dit reeds tweemaal een groot succes geweest. De golfbaan bestaat uit de 9 holes van de Texelse en 9 holes op het strand bij de vuurtoren, met waterhindernissen en kunstgras-greens.